# Litsea vitiana
Litsea vitiana är en lagerväxtart som först beskrevs av Carl Daniel Friedrich Meisner, och fick sitt nu gällande namn av Benth. & Hook. f. och Emmanuel Drake del Castillo. Litsea vitiana ingår i släktet Litsea och familjen lagerväxter. Inga underarter finns listade i Catalogue of Life.